# Estádio da Várzea
Estádio da Várzea - to wielofunkcyjny stadion w Praii w Republice Zielonego Przylądka. Jest obecnie używany głównie dla meczów piłki nożnej. Stadion mieści 10 000 osób. Stadion ma rzędy z lewej i prawej strony oraz małe wzgórze i płaskowyż leżą od zachodu. Stadion jest macierzystą areną dla trzech najlepszych klubów piłkarskich w Republice Zielonego Przylądka: Sporting Clube da Praia, CD Travadores i innej drużyny, która gra w pierwszej lidze, a zwłaszcza pierwszej ligi wyspy Santiago.